# Domaine de deuxième niveau
Dans le système de noms de domaine, un domaine de deuxième niveau (en anglais Second-Level Domain ou SLD) est un sous-domaine d'un domaine de premier niveau. Par exemple, wikipedia.org est un domaine de deuxième niveau du domaine de premier niveau .org.
Un domaine de deuxième niveau fait normalement référence à l'organisation ayant enregistré le nom du domaine.

## Domaines de second niveau publics
Certains registres de noms de domaine introduisent un troisième niveau de hiérarchie à un domaine de deuxième niveau pour l'enregistrement d'un sous-domaine sous celui-ci.
Par exemple, au Royaume-Uni, une université ou une autre institution académique peut s'enregistrer sous .ac.uk, tandis qu'une entreprise commerciale peut s'enregistrer sous .co.uk.
En France, il existe des domaines de deuxième niveau disponibles pour certains secteurs d'activité, comme
- .gouv.fr pour le Gouvernement,
- .avocat.fr pour les avocats,
- .aeroport.fr pour les aéroports,
- .veterinaire.fr pour les vétérinaires[1].

Les hébergeurs de sites web peuvent également proposer à leurs utilisateurs un accès en dessous de leur domaine de deuxième niveau. Par exemple il est possible de créer selon des modalités définies par l'hébergeur des sites ayant un nom du genre monsiteperso.free.fr ou monautresite.tuxfamily.org, sites qui seront hébergés respectivement par le fournisseur d'accès à internet Free ou par l'association TuxFamily.

### Impact sécuritaire dans le World Wide Web
Les domaines de second niveau sont considérés par défaut comme public par les navigateurs Web. Ainsi, des données privées comme les cookies peuvent être rattachées à un domaine de second niveau, et partagées avec ses sous-domaines (de 3e niveau). Cela constitue une grave brèche de confidentialité dans les cas où les domaines de 3e niveau n'ont pas le même propriétaire.
Il n'existe pas de moyen automatique de détecter les domaines de second niveau publics, et une liste manuellement compilée doit donc être utilisée par les navigateurs Web pour limiter les problèmes. Cette liste est hébergée par la fondation Mozilla à https://publicsuffix.org/.